# Plaques de matrícula de la Unió Europea

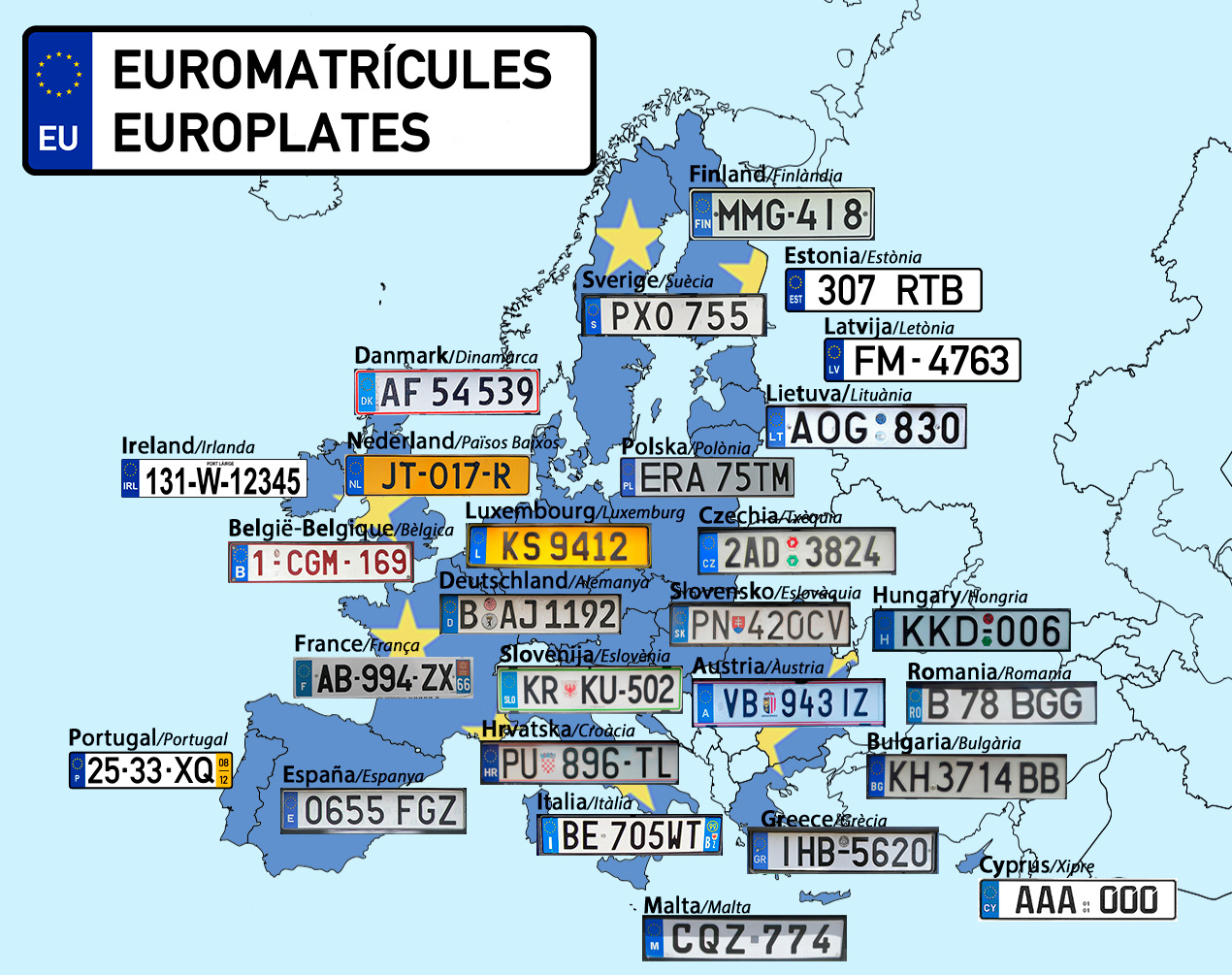
Models de matrícula dels països membres de la Unió Europea.

Les plaques de matrícula de vehicles dels estats membres de la Unió Europea comparteixen un format comú. Aquestes plaques són obligatòries i s'utilitzen per a mostrar el codi de registre del vehicle en cadascun dels respectius estats membres. La majoria dels vehicles a motor que s'utilitzen en la via pública estan obligats per llei a mostrar-les.

## Format
El format comú de la Unió Europea porta una franja blava, anomenada eurofranja, amb la bandera de la UE (les estrelles en cercle) i el  codi del país al costat esquerre, el qual va ser introduït pel Reglament (CE) núm 2411/98 de 3 novembre de 1998 i va entrar en vigor l'11 de novembre de 1998. Aquest estava basat en un model de placa de matrícula que diversos estats membres van introduir: Irlanda (1991), Portugal (1992) i Alemanya (1994). Les plaques de matrícula de Luxemburg ja havien mostrat la bandera europea a l'esquerra des del 1988.
El format de la UE és opcional a Finlàndia. Dinamarca va implementar el format UE de forma voluntària el 2009 Els vehicles amb plaques de matrícula de la UE no necessiten mostrar l'oval blanc amb el codi de registre internacional quan circulen per un altre estat de l'Àrea Econòmica Europea (EEE), o en països signataris de la Convenció de Viena sobre trànsit viari.

## Mides
La majoria dels països europeus porten plaques de matrícula amb les següents mides:
- 520 mm per 110 mm.
- 520 mm per 120 mm.

Aquesta també és una de les mides bàsiques a tot el món.
Les altres mides solen ser:
- 305 mm per 152 mm.
- 305 mm per 160 mm.
- 372 mm per 135 mm.

Però alguns països europeus utilitzen matrícules en altres formats:
- 330 mm per 140 mm a Andorra.
- 440 a 120 mm a Finlàndia.
- 260 a 110 mm a Mònaco.
- 390 per 120 mm a San Marino
- 300 a 80 mm a Suïssa i Liechtenstein (només les plaques frontals).
- 360 per 110 mm a Itàlia (només plaques frontals).
- 390 per 130 mm i 345 per 130 mm a les illes Åland.

## Eurofranja
L'eurofranja blava fou introduïda pel Reglament (CE) núm 2411/98 de 3 novembre de 1998 i va entrar en vigor l'11 de novembre de 1998.
Actualment la utilitzen els següents estats europeus:

Codi d'Àustria
Codi de Bèlgica
Codi de Bulgària
Codi de Xipre
Codi de Txèquia
Codi d'Alemanya
Codi de Dinamarca
Codi d'Espanya
Codi d'Estònia
Codi de Finlàndia
Codi de França
Codi de Grècia
Codi d'Hongria
Codi de Croàcia
Codi d'Itàlia
Codi d'Irlanda
Codi de Luxemburg
Codi de Lituània
Codi de Letònia
Codi de Malta
Codi dels Països Baixos
Codi de Portugal
Codi de Polònia
Codi de Romania
Codi de Suècia
Codi d'Eslovàquia
Codi d'Eslovènia

### Variacions de l'eurofranja
Alguns estats no membres de la Unió Europea utilitzen la mateixa eurofranja però amb algunes modificacions.

Emblema nacional i codi d'Albània.
Bandera nacional i codi de Belarús.
No distintiu nacional i codi de Bòsnia i Hercegovina.
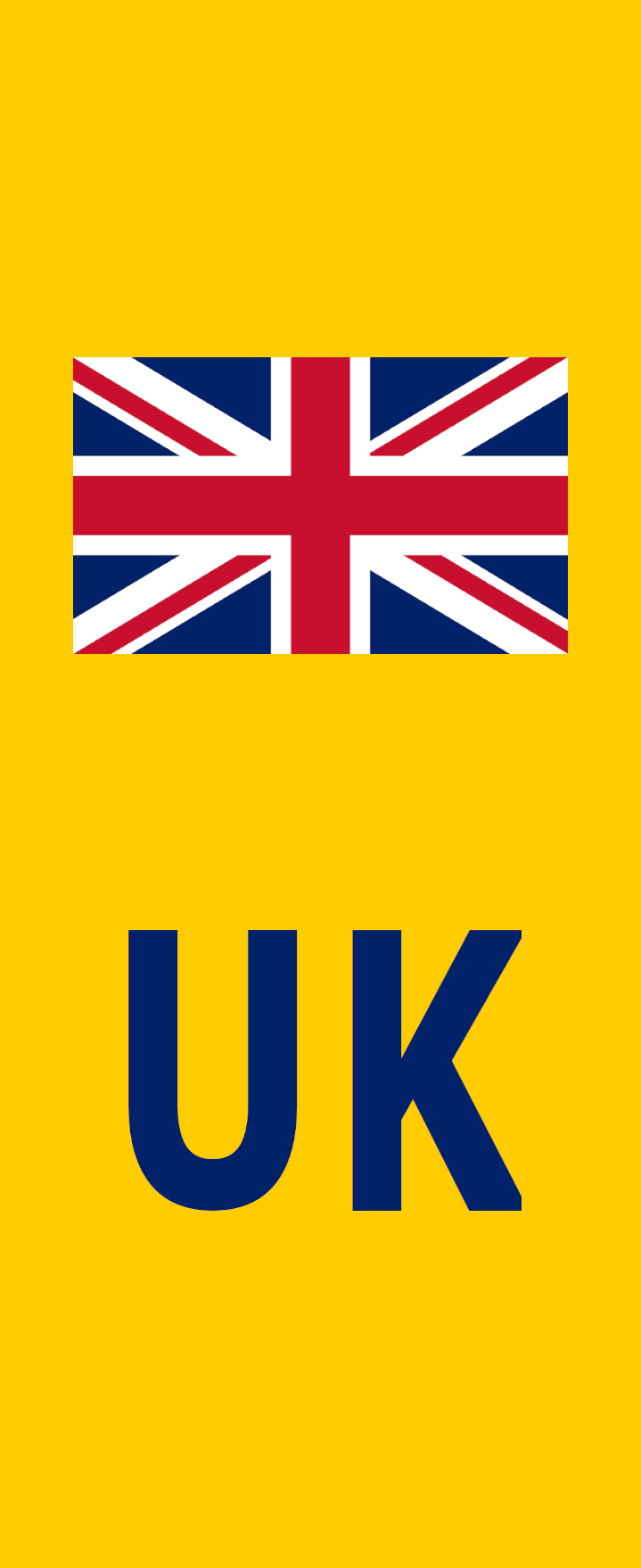
Codi del Regne Unit
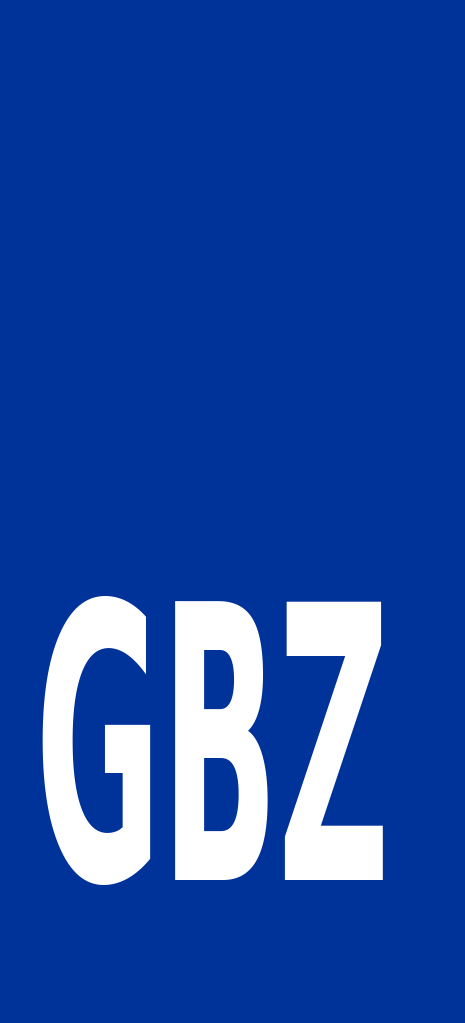
Codi del Regne Unit assignat a Gibraltar
Bandera nacional i codi de Geòrgia.
Bandera nacional i codi d'Islàndia.
No distintiu nacional i codi de Kosovo.
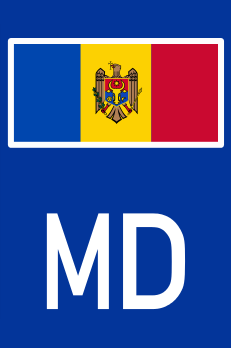
Emblema nacional i codi de Moldàvia.
No distintiu nacional i codi de Montenegro.
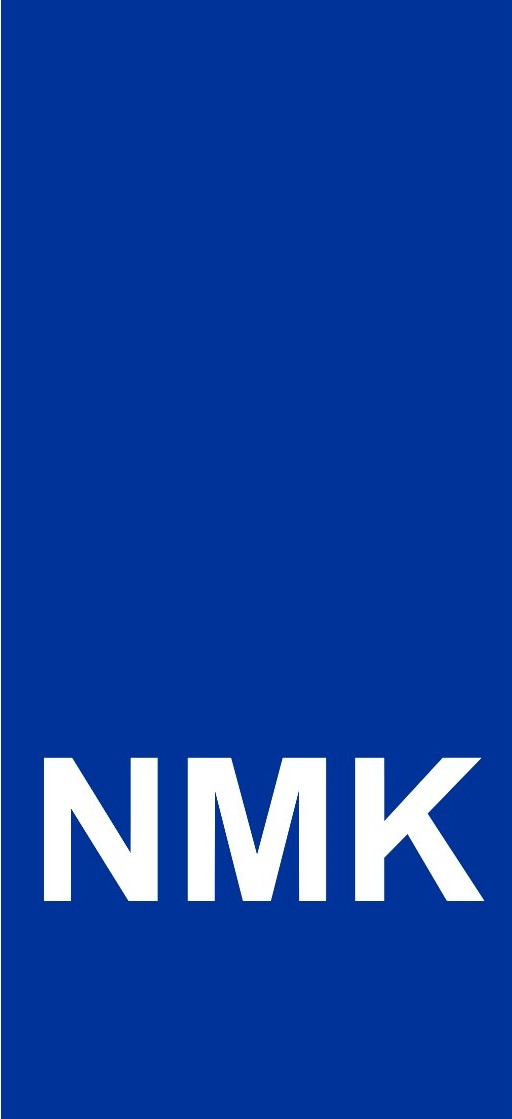
No distintiu nacional i codi de Macedònia del Nord.
Bandera nacional i codi de Noruega.
No distintiu nacional i codi de Sèrbia.
No distintiu nacional i codi de Turquia.
Bandera nacional i codi d'Ucraïna.

## Automòbils
Mostra dels models de les plaques de matrícula d'automòbil utilitzat per cada estat membre de la Unió Europea:
| Estat membre UE | Codi territorial | Exemple de matrícula | Sistema de codificació dels automòbils |
| --------------- | ---------------- | -------------------- | --- |
| Alemanya        | D                |                      | El codi B indica el districte de Berlín, la combinació de lletres i xifres restant és aleatòria.                                                                 |
| Àustria         | A                |                      | El codi S indica la capital federal de Salzburg, la combinació restant és aleatòria.                                                                             |
| Bèlgica         | B                |                      | L'1 indica que és una matrícula estàndard, la combinació restant és aleatòria.                                                                                   |
| Bulgària        | BG               |                      | El codi KH indica la província de Kiustendil, la combinació restant és aleatòria.                                                                                |
| Croàcia         | HR               |                      | El codi ZG indica la localitat de Zagreb, la combinació restant és aleatòria.                                                                                    |
| Dinamarca       | DK               |                      | Les 2 primeres xifres (54) indica que és un vehicle comú, la combinació restant és aleatòria.                                                                    |
| Eslovàquia      | SK               |                      | El codi IL indica el districte d'Ilava, la combinació restant és aleatòria.                                                                                      |
| Eslovènia       | SLO              |                      | El codi LJ indica la localitat de Ljubljana, la combinació restant és aleatòria.                                                                                 |
| Espanya         | E                |                      | Tota la combinació és aleatòria. |
| Estònia         | EST              |                      | El codi R indica la regió de Lääne-Virumaa, la "R" està per Rakvere, la combinació restant és aleatòria.                                                         |
| Finlàndia       | FIN              |                      | Tota la combinació és aleatòria. |
| França          | F                |                      | Tota la combinació és aleatòria, però afegeix el codi 66 que indica la regió Llenguadoc-Rosselló on està matriculat.                                             |
| Grècia          | GR               |                      | El codi IH indica la prefectura d'Atenes, la combinació restant és aleatòria.                                                                                    |
| Hongria         | H                |                      | Tota la combinació és aleatòria. |
| Irlanda         | IRL              |                      | El codi 201 indica primera meitat del 2020 (data de matriculació) i D indica la ciutat/comtat de Dublín (Baile Átha Cliath), la combinació restant és aleatòria. |
| Itàlia          | I                |                      | Tota la combinació és aleatòria, però afegeix el codi Bz que indica la Província Autònoma de Bozen-Tirol del Sud                                                 |
| Letònia         | LV               |                      | Tota la combinació és aleatòria. |
| Lituània        | LT               |                      | Tota la combinació és aleatòria. |
| Luxemburg       | L                |                      | Tota la combinació és aleatòria. |
| Malta           | M                |                      | La primera lletra indica el mes de l'any de renovació de l'impost anual (C = març), la combinació restant és aleatòria.                                          |
| Països Baixos   | NL               |                      | Tota la combinació és aleatòria. |
| Polònia         | PL               |                      | La primera lletra indica la província, i la resta la ciutat (SG = Gliwice, Voivodat de Silèsia), la combinació restant és aleatòria.                             |
| Portugal        | P                |                      | Tota la combinació és aleatòria. |
| Txèquia         | CZ               |                      | El codi A indica la localitat de Praga, la combinació restant és aleatòria.                                                                                      |
| Romania         | RO               |                      | El codi BN indica el comtat de Bistriţa-Năsăud (capital Bistriţa), la combinació restant és aleatòria.                                                           |
| Suècia          | S                |                      | Tota la combinació és aleatòria. |
| Xipre           | CY               |                      | Tota la combinació és aleatòria. |

## Motocicletes
Format de placa quadrat utilitzat per a les motocicletes i altres vehicles en què el format no pot ser rectangular com els del llistat anterior.
| Estat membre | Codi territorial | Exemple de matrícula | Sistema de codificació de les motocicletes                             |
| ------------ | ---------------- | -------------------- | ---------------------------------------------------------------------- |
| Alemanya     | D                |                      | S'utilitza el mateix sistema que als automòbils.                       |
| Espanya      | E                |                      | S'utilitza el mateix sistema que als automòbils.                       |
| França       | F                |                      | S'utilitza el mateix sistema que als automòbils.                       |
| Itàlia       | I                |                      | Utilitza una combinació aleatòria de només dues lletres i cinc xifres. |
| Letònia      | LV               |                      | S'utilitza el mateix sistema que als automòbils.                       |
| Malta        | M                |                      | S'utilitza el mateix sistema que als automòbils.                       |
| Polònia      | PL               |                      | S'utilitza el mateix sistema que als automòbils.                       |
| Suècia       | S                |                      | S'utilitza el mateix sistema que als automòbils.                       |

## Estats no membres de la UE
Estats europeus que no pertanyen a la Unió Europea però fan servir un disseny de matrícula similar, ja sigui amb una franja blava o amb la bandera nacional més el codi territorial.

### Automòbils
| Estat o territori    | Codi territorial | Exemple de matrícula | sistema de codificació |
| -------------------- | ---------------- | -------------------- | --- |
| Albània              | AL               |                      | Afegeix a l'esquerra una franja blava amb l'escut nacional i el codi territorial -AL-. Seguint el model italià també efegeix una franja a la dreta.                                                                                            |
| Bòsnia i Hercegovina | BIH              |                      | Afegeix a l'esquerra una franja blava amb només el codi territorial -BIH-. |
| Islàndia             | IS               |                      | Afegeix a l'esquerra la bandera nacional i el codi territorial -IS-. |
| Kosovo               | RKS              |                      | Afegeix a l'esquerra una franja blava amb només el codi territorial -RKS-. |
| Macedònia del Nord   | NMK              |                      | Afegeix a l'esquerra una franja blava amb només el codi territorial -NMK-. |
| Moldàvia             | MD               |                      | Afegeix a l'esquerra una franja blava amb la bandera nacional i el codi territorial -MD-. |
| Mònaco               | MC               |                      | Afegeix a l'esquerra l'escut del principat, l'any de matriculació i el codi territorial -MC-. |
| Noruega              | N                |                      | Afegeix a l'esquerra una franja blava amb la bandera nacional i el codi territorial -N-. |
| Regne Unit           | UK               |                      | El codi B indica la localitat de Birmingham i 51 que està matriculat la segona meitat de l'any 2001 (setembre 2001 a febrer 2002), la resta de lletres són aleatòries.                                                                         |
| Irlanda del Nord     | UK               |                      | Vehicles matriculats a Irlanda del Nord no tenen permès lluir les lletres NI (per Northern Ireland); només la bandera del Regne Unit o el format de la UE (que ofereix en aquest cas les lletres GB), opcionalment permet triar entre GB o UK. |
| Gibraltar            | GBZ              |                      | La lletra G indica Gibraltar, mentre que el codi territorial de l'eurofranja indica "Gran Bretanya - Gibraltar". La resta de combinació és aleatòria.                                                                                          |
| Sèrbia               | SRB              |                      | Afegeix a l'esquerra una franja blava amb el codi territorial -SRB-. |
| Ucraïna              | UA               |                      | Afegeix a l'esquerra una franja blava amb la bandera nacional i el codi territorial -UA-. |

### Motocicletes
| Estat o territori | Codi territorial | Exemple de matrícula | Sistema de codificació de les motocicletes       |
| ----------------- | ---------------- | -------------------- | ------------------------------------------------ |
| Regne Unit        | UK               |                      | S'utilitza el mateix sistema que als automòbils. |